# Свети Георги (Микрос Принос)
Вижте пояснителната страница за други значения на Свети Георги.
„Свети Георги“ (на гръцки: Ιερός Ναός Αγίου Γεωργίου) е възрожденска православна църква, енорийски храм на село Микрос Принос (Микро Казавити) на остров Тасос, Егейска Македония, Гърция, част от Филипийската, Неаполска и Тасоска епархия на Вселенската патриаршия.
Църквата е разположена североизточно от селото и в оградения ѝ двор има и стара училищна сграда. В района е имало манастир „Свети Георги“, споменат в 1570 година. Сегашната църква е построена през 1810 г., като показват надписи върху мраморни плочи на югозападния ъгъл, на южната стена и на източната. Може би това е обновление на по-стария храм на едноименния манастир. Друг надпис вдясно от входа на западната част на оградата гласи:
| „ | ΕΓΙΝΕ Ι ΠΕΡΙΟΧΗ ΤΟΥ Α ΓΙΟΥ ΜΕΓΑΛΟΜΑΡΤΙΡΟΣ ΓΕΩΡΓΙ Η ΕΠΙΤΡΟΠΙ ΟΥ ΓΙΑΝΑ ΚΙ Χ ΔΙΑΜΑΝΤΙ ΚΙ ΕΝ ΜΙΝΙ 1 ΟΥΝΙΟΥ 7 ΠΑΤΡΟΣ ΚΙ ΧΡΙΣΤΟΥ ΒΟΛΤΖΟ 1815“. | “ |

В архитектурно отношение църквата е трикорабна базилика с трем на северната страна, женска църква и параклис. Наосът има два входа – единият от запад, а другият от север през трема. Тремът има вътрешни размери 8,62 х 2,67 m и дебелина на стената от 0,63 m. Параклисът е 2,66 на 5,05 m, посветен е на свети Харалампий, и е направен около 1815 година след чумна епидемия в селото и съседните Панагия и Вулгаро.
Основният храм има външни размери 15,70 на 9,50 m, дебелина на стените 0,75 m и площ от 149,15 m2. Над южния вход в правоъгълна плитка ниша има изображение на Свети Георги, а над западния вход в плитка засводена ниша е изписана Света Богородица.
Във вътрешността два реда от по шест колони с дървена сърцевина колони разделят трите кораба, които са с ширина 1,90, 3,67 и 1,88 m. Арките са с полукръгла форма и над всеки капитал има евангелисти и пророци в медальони – на южните Свети Марк, Пророк Соломон и Йоан, а на северните Матей, Пророк Давид и Лука. Осветлението става през три еднакви прозорци на южната страна. В югозападния ъгъл е оформен параклис „Свети Пантелеймон“.
Иконостасът е нагънат с три шестоъгълни части. 36 от иконите са от началото на XIX век. На северната стена е иконата на Вси Светии. На иконостаса са: Свети Николай (1810), на северната врата Архангел Михаил, Въведение Богородично, Свети Георги (15 март 1846), Света Богородица, царските двери, Исус Вседържител, Рождество Христово, на южната порта Архангел Гавраил, Свети Димитър. На южната страна на храма е житието на Света Богородица. Амвонът е дървен, кръгъл, а владишкият трон е резбован.
Светилището има вътрешни размери 2,48 х 7,93 m. с полудесетоъгълна апсида със слепи арки и диаметър 1,36 m. Северно от изписаната през 1869 година ниша на светилището, има три по-малки полукръгли ниши, а южно – две. На северната стена има още една ниша. Пространството е осветено от прозорец и два процепа.
В женската църква се стига по дървена стълба отвътре и външен вход, базиран на четили стъпала. Покривът е от плочи, като този на трема е на три води.